# Mariano De Nicolò
Mariano De Nicolò (* 22. Januar 1932 in Cattolica, Provinz Rimini, Italien; † 11. April 2020 in Coriano) war ein italienischer Geistlicher und römisch-katholischer Bischof von Rimini.

## Leben
Mariano De Nicolò war drittes von acht Kindern von Giuseppe De Nicolò und Teresina geb. Vanni aus Cattolica, an der adriatischen Riviera in der Provinz Rimini in der Emilia-Romagna. Zwei seiner Brüder sind die Bischöfe Paolo und Pier Giacomo. Mariano De Nicolò empfing nach seiner theologischen Ausbildung am 9. April 1955 die Priesterweihe für das Bistum Rimini.
Er war von 1962 bis 1965 Assistent von Pericle Felici, dem Generalsekretärs des Zweiten Vatikanischen Konzils. Er war von 1967 bis 1984 Zeremonienmeister der Päpste Paul VI., Johannes Paul I. und Johannes Paul II. Von 1984 bis 1989 war er Untersekretär des Päpstlichen Rates für die Gesetzestexte. 1987 wurde er zudem zum Sekretär des Zentralkomitees für das Marianische Jahr ernannt.
Papst Johannes Paul II. ernannte ihn am 8. Juli 1989 zum Bischof von Rimini und San Marino-Montefeltro. Die Bischofsweihe spendete ihm Kurienkardinal Rosalio Lara SDB am 23. September desselben Jahres; Mitkonsekratoren waren Ersilio Tonini, Erzbischof von Ravenna-Cervia, und Pier Giacomo De Nicolò, Apostolischer Nuntius in Costa Rica. Von seinem Amt als Bischof von San Marino-Montefeltro trat er am 25. Mai 1995 zurück. Am 3. Juli 2007 nahm Papst Benedikt XVI. sein altersbedingtes Rücktrittsgesuch an. Er lebte in der kleinen Familie Mariä Himmelfahrt von Montetauro (Piccola Famiglia dell'Assunta) und starb nach längerer Krankheit mit 88 Jahren.
De Nicolò engagierte sich für die „säkularen“ Fragen der Politik und der Staatsbürgerschaft und wies stets auf die höchsten Werte des zivilen Zusammenlebens als Kompass und Referenz für eine zusammenhängende Stadt hin. Während seines Episkopats fand die große Restaurierung des Tempio Malatestiano, die Kathedralkirche von Rimini, statt. Zudem engagierte er sich umfangreich für den Universitätsstandort in Rimini. er war ein Förderer des neuen Diözesanseminars in Covignano sowie Initiator zur Gründung des Marvelli-Instituts für Religionswissenschaften (L'Istituto Superiore di Scienze Religiose “Alberto Marvelli”), benannt nach Albert Marvelli. Mariano De Nicolò engagierte sich auch 2004 für die Seligsprechungen von Alberto Marvelli in Loreto durch Papst Johannes Paul II. (2004) und Schwester Maria Rosa Pellesi in der Kathedrale in Rimini (2007). Am 9. November 2006 erhielt Monsignore De Nicolò von der Gemeinde Rimini die Ehrenbürgerschaft.